# Vahid Hamdinejad
Vahid Hamidi Nejad là một cầu thủ bóng đá người Iran thi đấu cho Pars Jonoubi ở Persian Gulf Pro League.

## Sự nghiệp câu lạc bộ
Hamidi Nejad gia nhập Saba Qom F.C. năm 2010 sau khi trải qua mùa giải trước đó ở Aluminium Hormozgan F.C. 
| Thành tích câu lạc bộ | Thành tích câu lạc bộ | Thành tích câu lạc bộ | Giải vô địch | Giải vô địch | Cúp       | Cúp       | Châu lục | Châu lục  | Tổng cộng | Tổng cộng |
| Mùa giải              | Câu lạc bộ            | Giải vô địch          | Số trận      | Bàn thắng    | Số trận   | Bàn thắng | Số trận  | Bàn thắng | Số trận   | Bàn thắng |
| Iran                  | Iran                  | Iran                  | Giải vô địch | Giải vô địch | Cúp Hazfi | Cúp Hazfi | Châu Á   | Châu Á    | Tổng cộng | Tổng cộng |
| --------------------- | --------------------- | --------------------- | ------------ | ------------ | --------- | --------- | -------- | --------- | --------- | --------- |
| 2008–09               | Aluminium A.          | Hạng đấu 1            | 26           | 1            |           |           | -        | -         |           |           |
| 2009–10               | Aluminium H.          | Hạng đấu 1            | 25           | 4            |           |           | -        | -         |           |           |
| 2010–11               | Saba Qom              | Pro League            | 27           | 3            | 1         | 0         | -        | -         | 28        | 3         |
| 2011–12               | Saba Qom              | Pro League            | 32           | 0            | 3         | 0         | -        | -         | 35        | 0         |
| 2012–13               | Naft Tehran           | Pro League            | 31           | 0            | 0         | 0         | -        | -         | 31        | 0         |
| 2013–14               | Naft Tehran           | Pro League            | 29           | 0            |           |           | -        | -         | 29        | 0         |
| 2014–15               | Naft Tehran           | Pro League            | 29           | 0            | 3         | 0         | 0        | 0         | 19        | 0         |
| Tổng cộng sự nghiệp   | Tổng cộng sự nghiệp   | Tổng cộng sự nghiệp   | 199          | 8            |           |           | 0        | 0         |           |           |

- Kiến tạo

| Mùa giải | Đội bóng | Kiến tạo |
| -------- | -------- | -------- |
| 10–11    | Saba     | 3        |
| 11–12    | Saba     | 3        |